# 诺厄的献祭

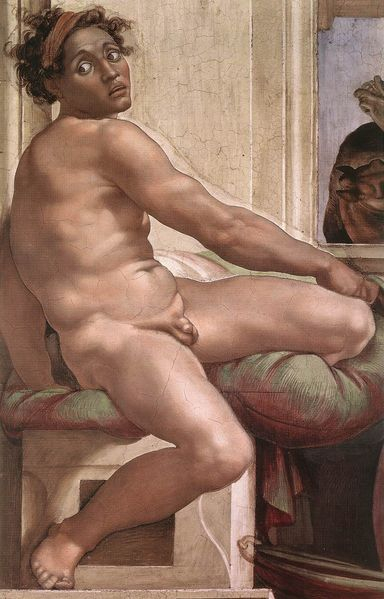
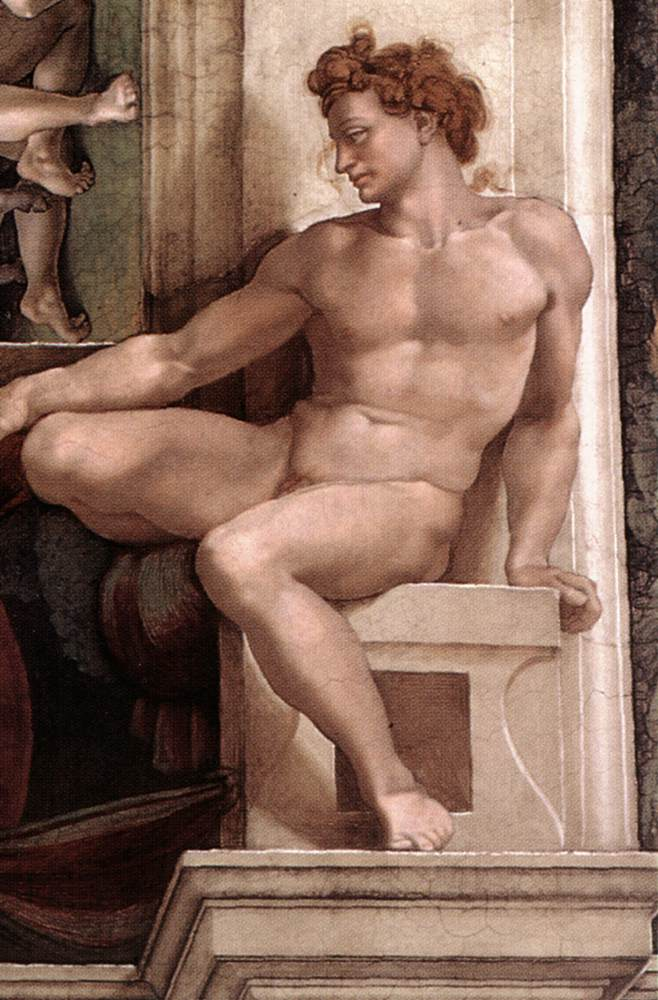
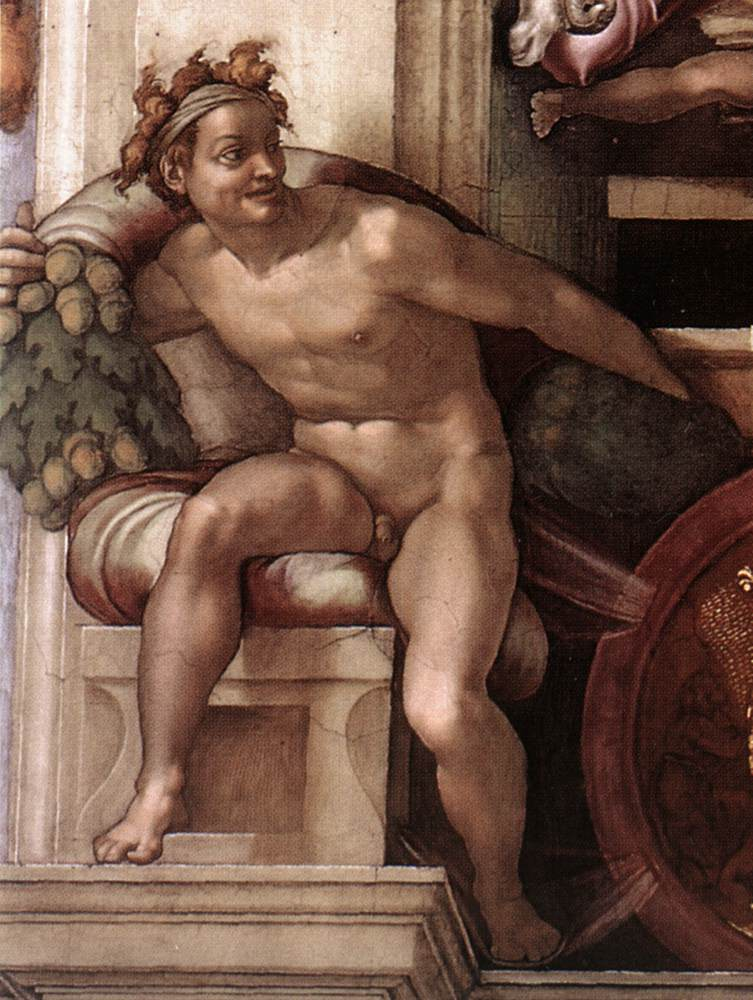
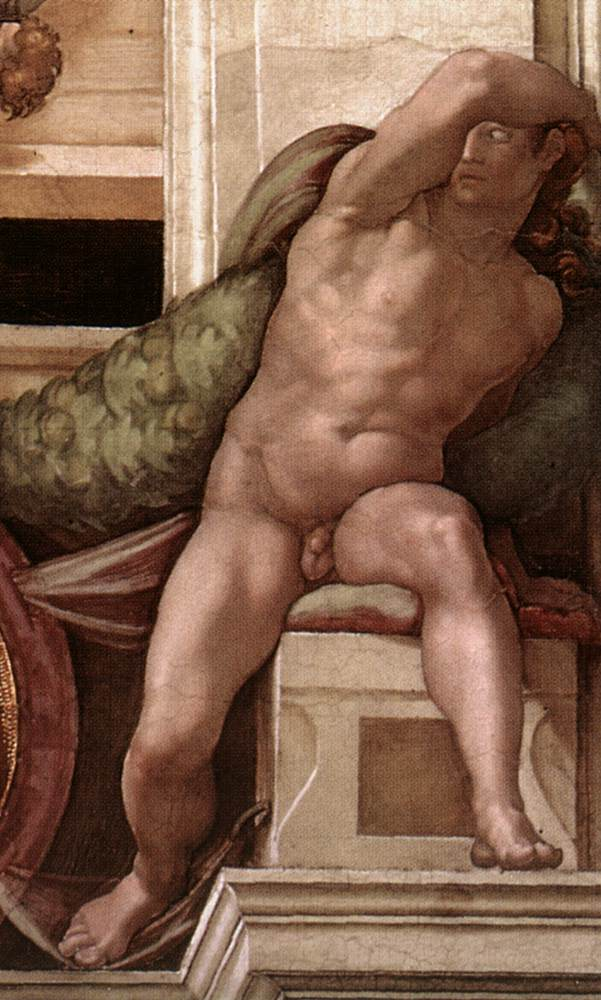

诺厄的献祭（Sacrificio di Noè）是米开朗基罗的一幅湿壁画，尺寸为170x260厘米，位于罗马梵蒂冈博物馆中西斯汀小堂拱顶天花板上的第七幅，绘制于1508-1510年，由儒略二世订制。

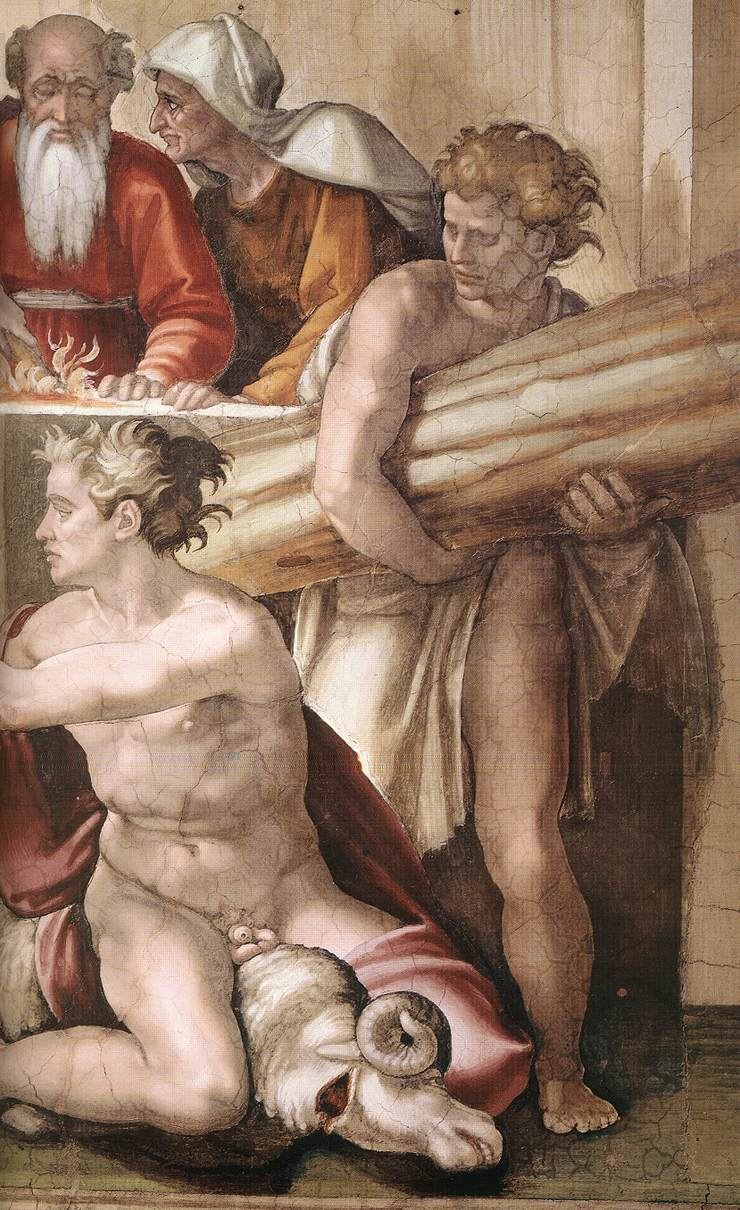
Dettaglio

尽管《诺厄的献祭》应该在《洪水灭世》之后，却安排在后者之前，可能是需要为“洪水灭世”预留较大的空间。

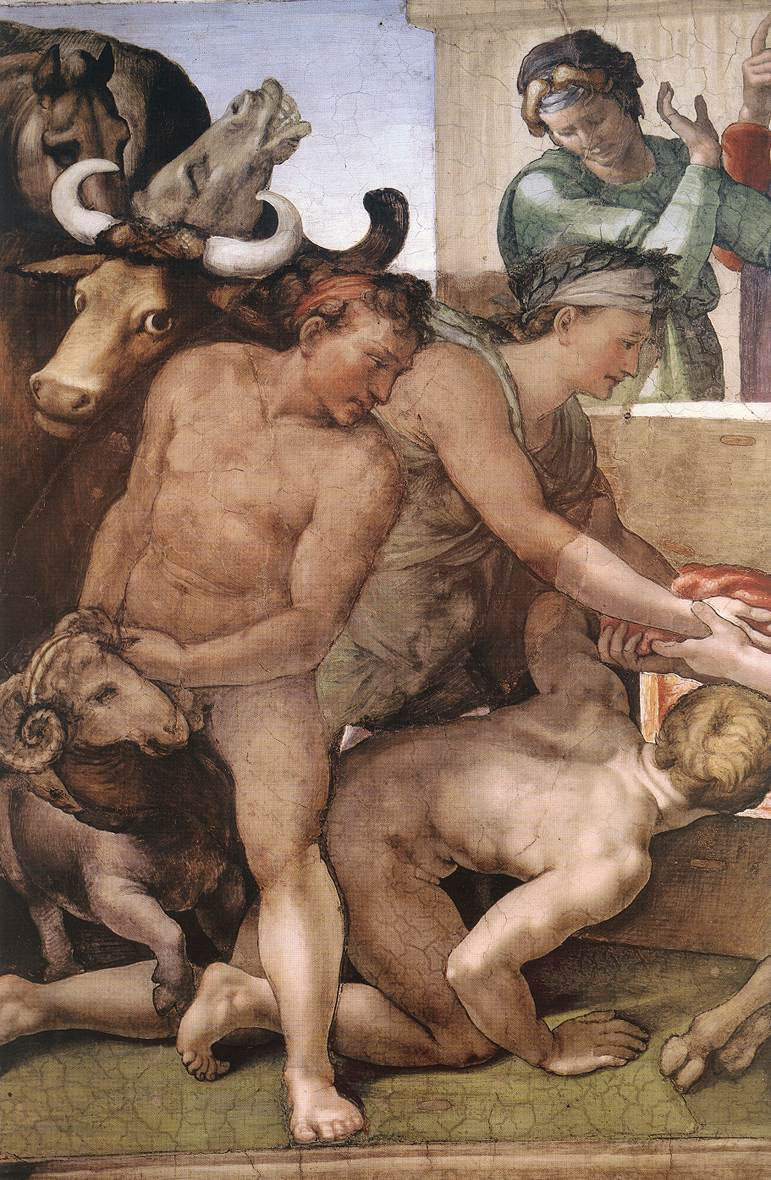
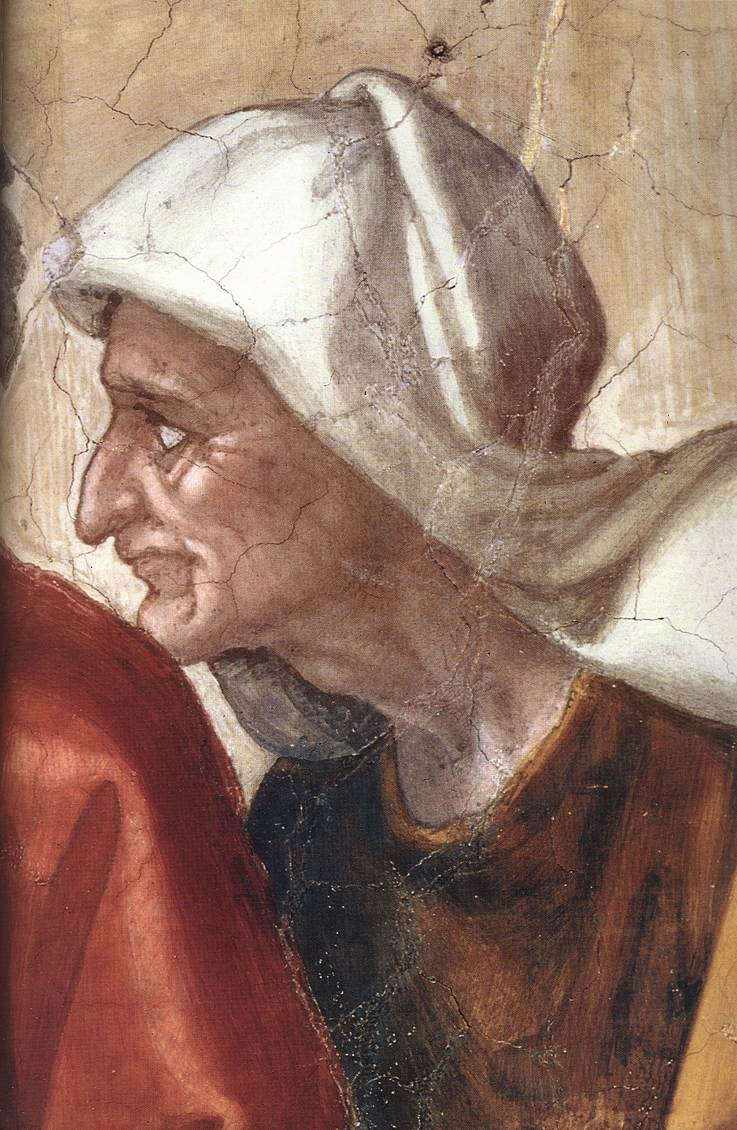